# 錫釉

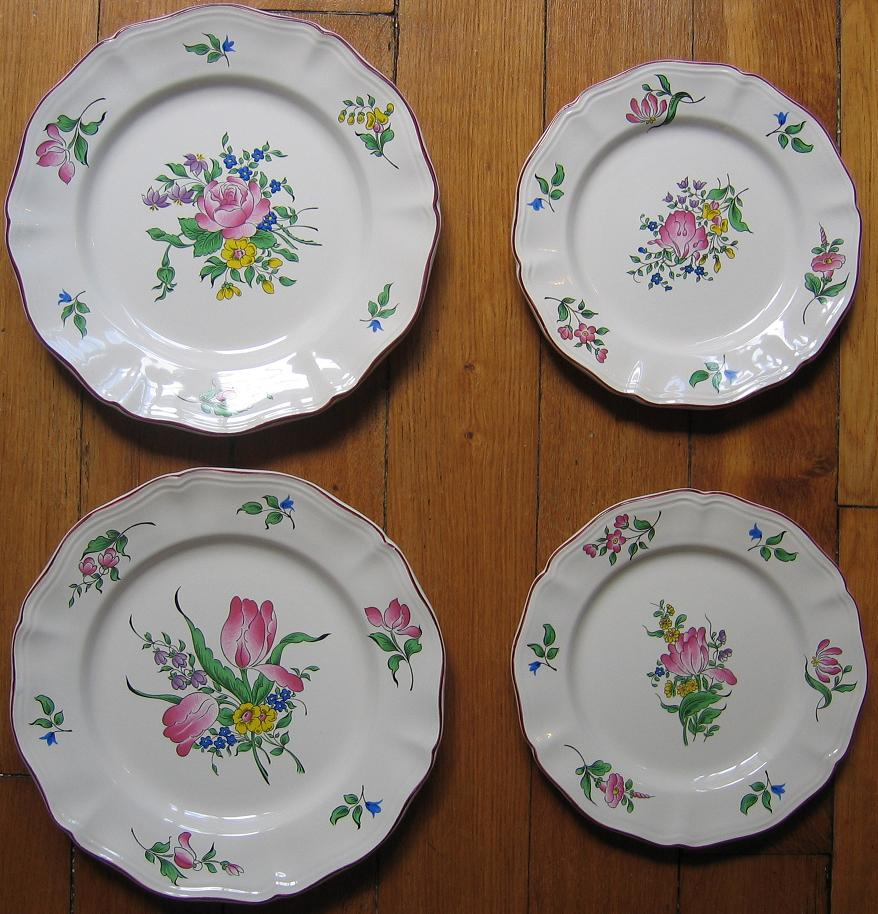
フランス、リュネヴィル製のファイアンス焼き。

錫釉（すずゆう、すずぐすり、英語: Tin-glazing、スズ釉）は、一般的に赤味や淡黄褐色がかった土器に対し、白味や光沢、不透明さを与えるために使用される釉薬の一種である。主に錫釉陶器に用いられる。また鉛釉に少量の酸化スズを添加させた釉薬である。錫釉はその不透明な白色であることから、錫釉の上に絵付などで装飾が行われる。17世紀までは釉薬の上に色をなじませるために1度だけ焼成する工程であったが、17世紀以降は上絵付でガラス質化を施すために2度軽く焼成することで色彩の幅を広げることに成功した。錫釉陶器はマヨリカ焼、デルフト焼、ファイアンス焼きが一般的に知られている。
錫釉は鉛釉の代替として使用されることもあり、釉薬として別々に使用される場合がほとんどであるが、陶磁器の種類によっては両方が使用されることもある。錫釉が鉛釉の代替として使用される場面は、鉛釉だけで絵付を行った場合、焼成する際に釉薬の付着が不安定で均一性が見られなかったり、釉薬の上に絵付した色が上手く着色できなかったりするので、錫釉が用いられている。
近東で発明された錫釉による技法は、中世後期にヨーロッパに伝来し、イタリア・ルネサンス期で盛んに製造されたマヨリカ焼に多く用いられてきた。東アジアにおいて歴史的に錫釉が陶磁器の釉薬として使用されていなかった。二酸化スズは現在でも乳化剤や白色の顔料に用いる釉薬として使用されている。酸化スズは長い間、不透明な白色や光沢を出すための釉薬として使用されてきた。乳化剤用途以外にも、酸化スズは顔料や釉薬の色安定剤として使用されている。また、電線に用いる碍子用の磁器の一部に釉薬として少量用いられている。

## 歴史

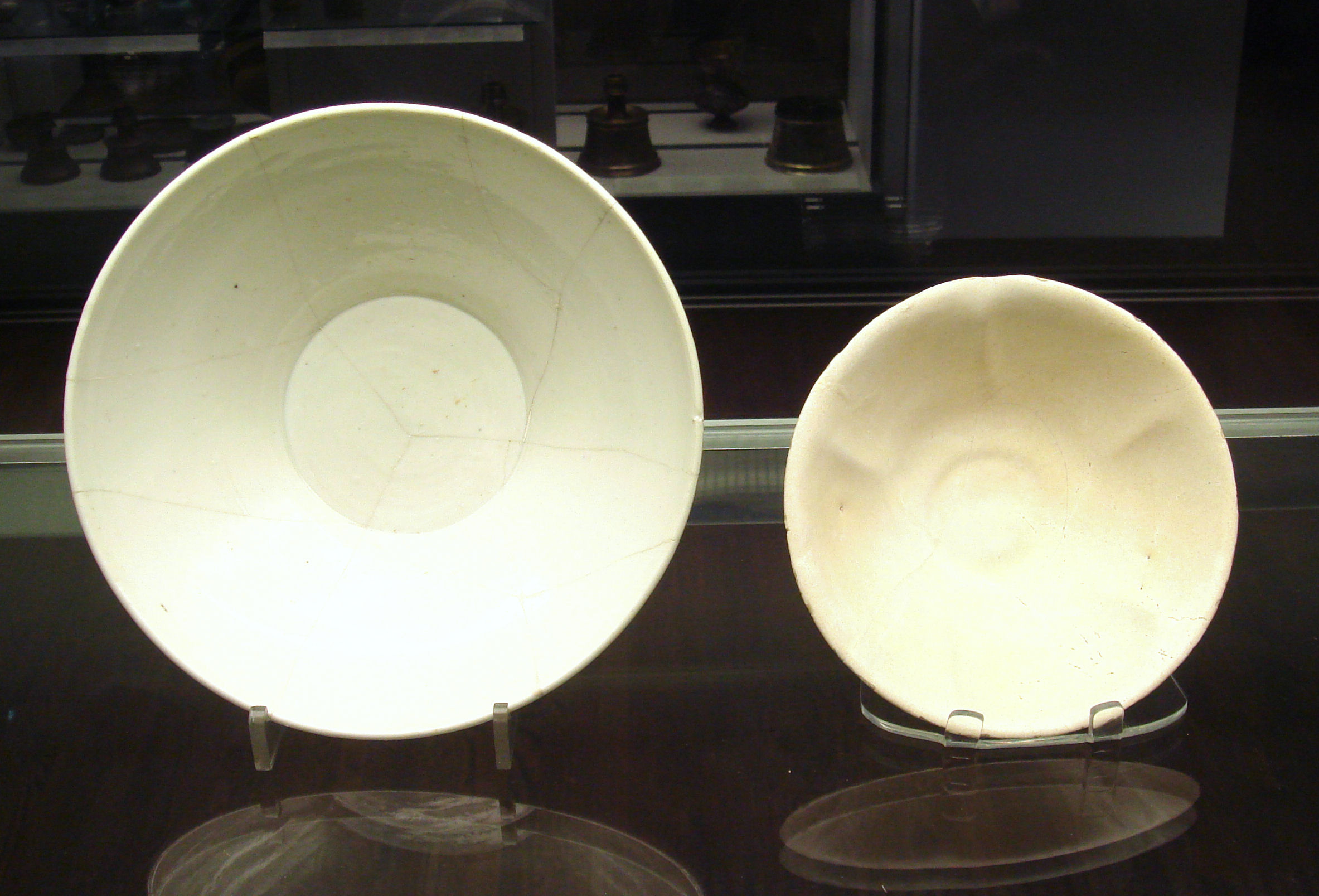
左は中国製陶磁器の錫釉不使用の白色陶磁器のお椀、右はイランおよびイラクで発見された錫釉を使用した土器製のお椀、両作品とも9～10世紀に製造され、イスラムの陶磁器における中国の影響の例として挙げられる。大英博物館所蔵。

最初期の錫釉陶器は第一次世界大戦期にバグダッドの北方80kmほどに位置するサーマッラーの宮殿で陶器の破片が出土したことから、8世紀にアッバース朝のイラク（750年 - 1258年）およびメソポタミアで製造したとされる。錫釉は10世紀にメソポタミアからイスラーム期エジプトのトゥールーン朝（868年 - 905年）に広がり、加えてスペイン・アンダルシア地方のウマイヤ朝（711年 - 1492年）にも伝来したことで、イスラムのラスター彩の文化が大きく発展した。
イスラム世界における錫釉の起源は諸説ある。考えられる一つの理由として、初期の錫釉の焼き物は8世紀から9世紀にアッバース朝と古代中国が交易し、その過程でイスラムの陶工が中国の白色の陶器を模倣したことが由来とされる。また初期のイスラムにおける錫を含有する釉薬による焼き物の不透明さがイスラム以前に造られた焼き物の不透明さを決定する化学的な微細構造が非常に酷似していることから、外国の影響を受けたのではなく、イスラム独自に発展した製法であるとも考えられている。

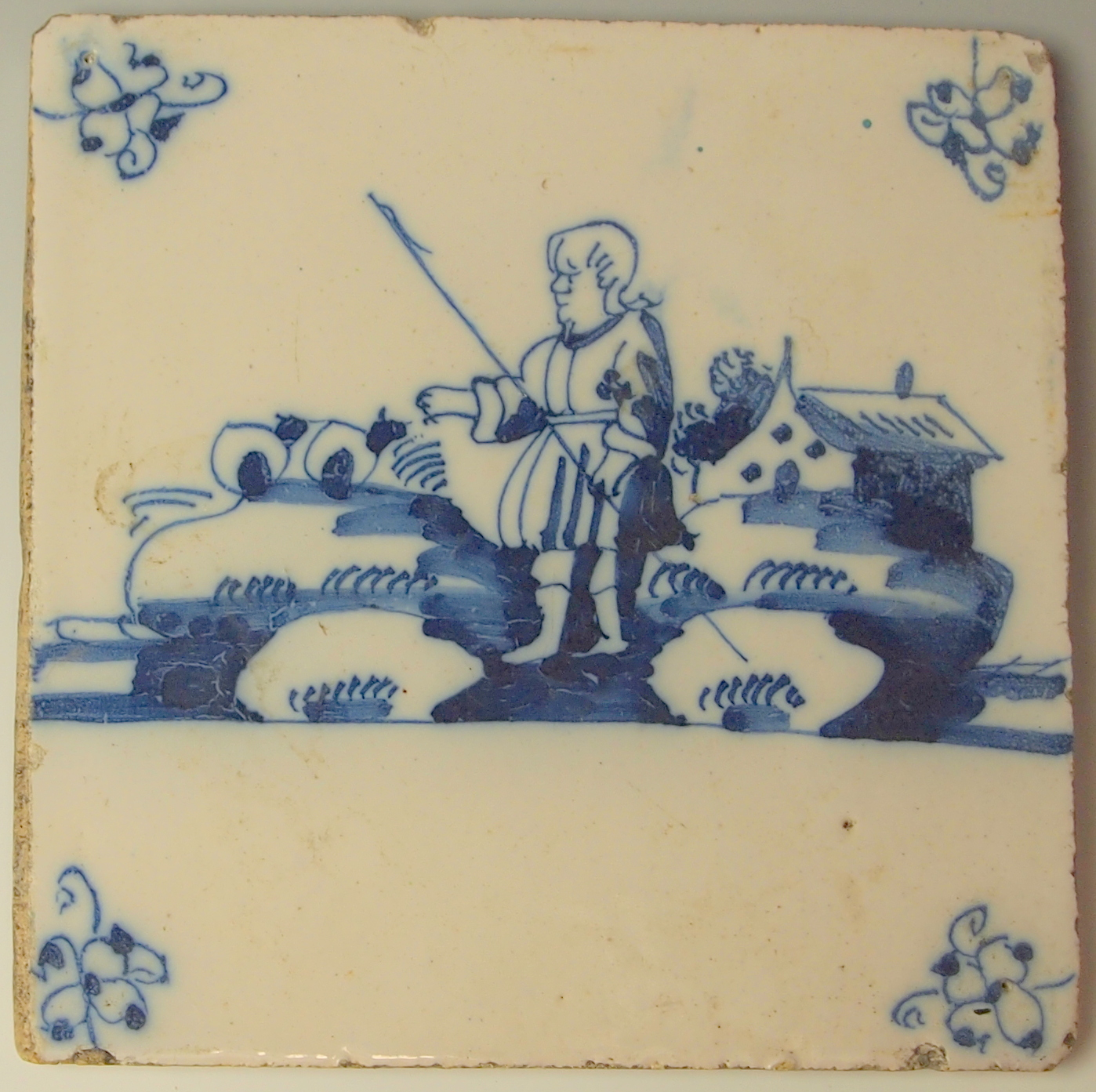
錫釉を用いたオランダ製のデルフト焼のタイル

錫釉は中東でのイスラム世界を通じてイスパノ＝モレスク陶器がもたらされたことにより広がっていった。13世紀、錫釉はイタリアにも伝来し、1330年代には錫釉の使用に関する最古の記録が残っており、結果としてイタリアのマヨリカ焼の出現がなされたとされる。中でも、1400年にフィレンツェで生誕したルカ・デッラ・ロッビアは酸化スズを釉薬の乳化剤として初めて使用したとされる。やがて陶工は酸化コバルトのような金属酸化物を用いて白濁した素地の表面に多色な絵付を行うようになり、ラスター彩を製造し始めた。未焼成のデルフト焼やイングリッシュ・マジョリカ焼の磁器は酸化スズを添加し白く着色し乳白化させた釉薬をかけることで、外観を白くし、中国の陶磁器風に仕上げていた。
18世紀後期、磁器の価格が低下し、伝統的に製造されてきた土器と比べて丈夫で軽量で安価なイングランド製のクリームウェアや類似製品の登場により、錫釉陶器の製造は大打撃を受け、装飾用を除く日常品としての生産がほとんど行われなくなり、フランスにおいて「1850年までに工業用の錫釉陶器製造は途絶えた」と伝承されている。1947年、アーサー・レーンは「ヨーロッパ製の錫釉陶器は観光客の土産用に一部の地域だけでしか製造していない」と著した。

### 製法と色彩
錫釉の配合割合は時代や地域によって異なるが、どの配合に関しても非常に似た製法である。一般的に、錫釉の製造の第一段階は、酸化物を形成するためにスズと鉛を混ぜ合わせ、釉薬の基質（例えば、アルカリ-ケイ酸釉が挙げられる）を添加し、熱する。先述のように冷却後に酸化スズが結晶化し、いわゆる錫白濁釉 (white tin-opacified glazes) が生成される。他にも、スズ不透明陶器の素地は一般的に焼成中においてクレージングを引き起こさないために、錫釉の熱膨張係数に近しいCaO（一酸化スズ）を15-25%含有する石灰質土壌由来の粘土が用いられる。一方で、石灰質系の粘土は低含量の酸化スズを使用して、バフ色にする酸化雰囲気に調節し焼成する。
錫釉は鮮やかな白い表面を作る釉薬であることから、絵付の装飾に適した素地である。装飾では金属酸化物系の物質が用いられ、一般的な場合、青色を表現するのに酸化コバルト、緑色を表現するのに酸化銅(II)、茶色を表現するのに酸化鉄、パープルブラウン色を表現するのに二酸化マンガン、黄色を表現するのにアンチモンが用いられる。イタリア後期のマヨリカ焼は酸化物を添加することで、イストリアート (istoriato) と呼ばれる精密で写実的で多彩色な絵付を行っていた。現代の陶工はこれらの酸化物や酸化物同士を混ぜ合わせて作られたセラミック用の顔料やフリットを加えたりしている。16世紀には、浸透させないように精緻に色を混ぜた不透明釉薬を使用することで、釉薬の表面上でより精巧に色合いの調整が可能になるので、錫釉陶器における絵付の共通手法となった。
この製法は18世紀まで使用され、英語ではフランス語由来の grand feu（日本語でグラン・フー）と呼ばれている。この製法では2度の焼成を行い、一度目の焼成後で素焼きされた素地にもう一度釉薬や絵付を行う。これは焼成過程の中で釉薬の上に色合いを足す技法（透明釉を施釉した上に絵付けを行う下絵付とは異なる）である。この絵付方法では磁器を焼成するために約1000℃の高温で熱するので、発色の良い顔料の使用が限られるという欠点が存在した。この手法で使用できた顔料はコバルトブルー、マンガンバイオレット、コッパーグリーン、アンチモンイエロー、発色性の悪いアイアンレッドとブラウンがあり、赤系の色においては一部の陶工達でしか良い発色を表現することができなかった。
18世紀に錫釉陶器は磁器と同様に上絵付が行われるようになり、この技法は英語でファイアンス焼きを指す petit feu（プティ・フー、イタリア語で piccolo fuoco）と呼ばれた。この技法により色彩の幅は広がったが、焼成と施釉を行って絵付した後に恐らく750℃～850℃の低温度での焼成を3度行うことが必要になり、工程の手間が増大する技法であった。
現代では、陶器は900℃～1000℃で素焼きされるようになった。焼成した器は乾燥時に素地の表面の吸収性やなめらかにするために、懸濁液化した液体釉薬に浸す。その後器の表面に絵付けするときに、時にはアラビアガムのような結合剤を添加し水彩絵具と水を調和させ、酸化物粉末と混ぜた顔料を塗装に用いる。また未焼成の釉薬はフレスコのように顔料を吸収するので、失敗した際に修正することが困難となるが焼成時に酸化物由来の鮮やかな色合いを保護することができる。施釉し装飾をした器は2度目の焼成のために再び窯に戻し、概ね1000℃～1120℃（現代の陶工がよく使用する高温度）で焼成する。ラスター彩では窯内の炎の勢いと空気に含まれる酸素量を精緻に調節する必要があるため、低温度で3度焼成する必要がある。
伝統的に使用していた窯は薪で焼成していたので、鉢を匣鉢でラスター彩の色彩や釉薬を保護したり、マッフル窯で焼成する必要があった。現代で錫釉を用いる陶工はラスター彩の製造を除き電気窯を使用している。
焼成中における酸化スズの再結晶はその結晶サイズや分布や濃度の影響を受けるので、結晶の形成地点や形成工程によって少しずつ異なる形跡を示す。例えば、14世紀にスペイン東部のイスラム系錫釉の分析ではこれらの試料が元々の微量に残っていた酸化スズの性質とは異なる不均一な酸化スズとして存在することが確認でき、非フリッティング製法で製造された釉薬であることを示すものであった。
また釉薬と素地の相互作用は異なる製造方法や焼成過程が糸口となっている。前述したように、酸化スズ含有の懸濁液は酸化カルシウムを高含有の石灰質の土ででできた素焼き後の素地に対して用いる。懸濁液の使用により釉薬中の気泡の発生を抑えられる。未焼成の素地に塗布することで、炭酸カルシウムが分解されて二酸化炭素が発生し、結果として釉薬中に発生した気泡が二酸化炭素と共に素地から放出される。

### 近年の用途と代替物質
酸化スズは衛生陶器用の釉薬における乳化剤として広く用いられてきた。乳化剤用途として、当時は約6%までの添加が認められていた。第一次世界大戦により急激に酸化スズのコストが上昇した結果、より安価な代替物資の研究が進められるようになった。最も初めに代替物として使用された物質はジルコニアと後に出現したジルコンである。ジルコニウムの化合物は代替物として効果的な役割を果たせなかったが、低価格での入手が可能であるが故に、酸化スズの使用が減少するとともに段階的に人気を博していった。今日、釉薬における酸化物の使用はジルコン化合物とと併せて限定的となったが、特殊な低温製法の陶器や一部の陶工の工房では使用が続けられている。ジルコニアが構成する白色は酸化スズが構成する白色より深みがあり鮮やかな色であるので、現代では特定の用途において優先して使用される。現在では、オランダ、フリースラント州、マッカムのロイヤル・ティヒラー・マッカム社のコーニンクレッカ・ティヒラー・マッカム工場で錫釉土器製のデルフト焼が製造を行われている。

## 錫釉の特性

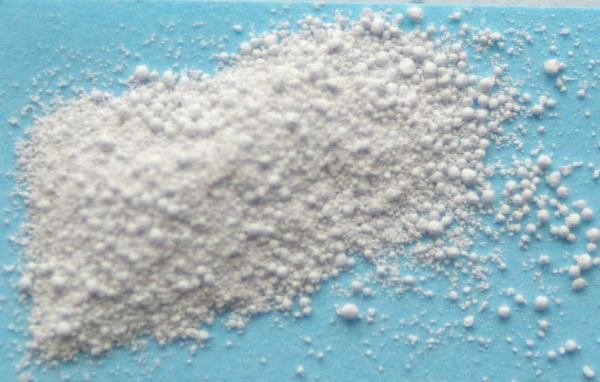
二酸化スズ、錫釉の原材料である。

錫釉に含まれるスズの粉末は酸化スズ(IV)（二酸化スズ: SnO2）、またはスズ酸が商業的に利用されている。錫釉が作り出す不透明さは入射光を反射するときにその光を散乱させるような物質を添加することで生まれる。
錫釉の不透明さは釉薬中に含まれる粒子の性質によって決まり、入射する光が釉薬中の粒子によってセラミックの素地に光が届かずに吸収され、散乱するため錫釉の不透明性が生まれる。結果として、釉薬中に含まれる光の吸収性や散乱性を有する粒子の濃度によって不透明性の性質が決まり得る。これは一般的に、釉薬の基になる母岩とその他の粒子間で生じる屈折率の相違が錫釉の不透明性を際立たせている。同様に、釉薬中の粒径が光の波長（可視光: 100-1000 nm）に近く、釉薬が不規則な表面であるほど、不透明性を向上させる。
二酸化スズは焼成後の釉薬に存在したガラス質の基質が懸濁液中に留まって、その基質が十分に高い屈折率を生み出し光を散乱させるので、釉薬の不透明度を引き立たせている。焼成時の温度を上昇させると溶解度が高まり、不透明度が減少する。釉薬中の酸化スズの溶解度は他の成分によっても決まるが概ね低い溶質となっている。酸化スズの溶解度はNa2O、K2O、B2O3によって上昇し、CaO、BaO、ZnO、Al2O3、そして微量のPbOによって減少する。
中世で用いられていた錫釉の研究によると錫石に含まれる酸化スズの粒径は数百ナノメートルであり、この粒径では可視光の波長域を放射することが判明している。また酸化スズは微小な結晶だけでなく粒子が凝集体として存在する場合がある。酸化スズは高屈折率であり、釉薬への溶解度が低く、粒径が大きいことから非常に優れた乳化剤といえる。
酸化スズが使用され始めた頃は、主に陶磁器の素地と釉薬の間に存在するスリップ層で使用されていた。これは電子顕微鏡を用いて初期のイスラムの陶磁器の顔料の画像から、酸化スズの粒子が境界面に濃縮していて、他の乳化剤と同様にウラストナイト、ダイオプサイド、気泡が存在することが判明している。後の時代で使用されていた錫釉の微量分析では酸化スズが素地の表面だけでなくむしろ釉薬一帯に分布していることから、酸化スズが単なる表面の塗工層として存在するのではなく、乳化剤として作用していることが示された。
初期のラスター彩陶器における錫と鉛の含有量は質量当たりの濃度がそれぞれ 6-8 wt% ほどであったが、11世紀頃のラスター彩陶器ではより鮮やかな色彩を表現するために鉛の含有量を 25-35 wt% に増大させ、当時の錫の濃度が 5-12 wt% ほどと比べて鉛を多く含有させるようになった。
一般的に鉛は酸化スズと共に釉薬に含有している。鉛と酸化スズの反応は酸化スズが再結晶するので、結果としてスズ不透明ガラス (tin-opacified glass) よりスズ不透明釉薬 (tin-opacified glazes) の不透明度が高くなる。また初期の錫釉ではPbO/SnO2比の高いものが多く発見されている。焼成過程において、酸化鉛は石英と約550℃で反応を起こしてPbSiO3を形成し、続いて600℃の高温度で酸化スズと反応を起こして酸化鉛スズ (PbSnO3) を生成する。酸化鉛スズの形成後、700℃～750℃の温度でPbSiO3、PbO、PbSnO3の融解が起こり、結果としてPbSnO3がSnO2に溶解する。SnO2が結晶化する温度は溶液の温度の上昇に伴って上昇する。加熱と冷却を経て、溶解中のスズが枯渇するまで再結晶が行われる。二度目の焼成で、鉛は酸化鉛を形成せずにケイ酸鉛を形成する反応が促進されるので、再結晶化された錫石 (SnO2) が釉薬中に溶解や沈殿する。核生成と沈殿物の結晶成長の割合は反応時の温度と時間によって決まる。発達した錫石の粒径は温度に応じて反応前の結晶より小さくなる。錫不透明釉の不透明さを高めるためには再結晶化された SnO2 の粒径を小さくすることでより満たせる。不透明さを増大することに加えて、酸化スズ中の酸化鉛の比が高くなると釉薬の融点が下がり、製造時における焼成温度の減少が引き起こされる。

## 錫釉の化学的性質

### 組成および配合
中東で使用されていた最初期の錫釉はカルシウム、鉛、ナトリウムの化合物にシリカを融剤として配合していた。イスラム系の乳濁釉の成分を分析したものをゼーゲル式として下記に記すと:
- PbO=0.32
- CaO=0.32
- K2O=0.03
- Na2O=0.29
- MgO=0.04
- Al2O3=0.03
- SiO2=1.73
- SnO2=0.07

このレシピは、アルカリの添加が陶磁器の表面の硬度を増加させ、顔料をよりはっきりとした色彩の発色を助長している。錫釉の開発に伴い、乳化剤として機能させるために酸化スズが大量に使用されるようになった。14世紀のイランのアブル・カシムの論文によると3つの材料（石英や炭酸カリウム由来のフリット、鉛スズの金属灰、石灰岩、石英を煆焼させた物質）を使用したレシピを提示している。その後、錫釉が知れ渡ると鉛が錫釉の補助剤として添加されるようになったが、引き続き少量のアルカリ性物質を可融性を高めるために添加していた。スペイン内で使用されていた錫釉のレシピについて言及している文献は発見されていないが、近年の研究により少なくとも10世紀頃からスペインで使用されていたイスラム由来の白釉は乳化剤用途として酸化スズが添加された鉛シリカ釉であると判明した。つまり、当時のスペインでは非アルカリ性釉薬や鉛アルカリ性釉薬の使用の形跡が見られないことを意味する。チプリアーノ・ピコルパッソは1550年代にイタリアで使用されていた釉薬は鉛、スズ、石灰、炭酸ナトリウム、炭酸カリウムを様々に組み合わせて作られていると記録を残している。この記録からスペインで使用されていた釉薬はこの成分に非常に近しいものであったと考えられている。
20世紀初頭における錫釉のゼーゲル式は:
- PbO=0.52
- CaO=0.16
- K2O=0.03
- Na2O=0.29
- Al2O3=0.15
- SiO2=2.77
- SnO2=0.23

近代で使用されている配合は:
- ケイ酸鉛フリット: 74%
- カオリナイト: 10%
- 胡粉: 2%
- フリント: 4%
- 酸化スズ: 10%

もしくは:
- カリウム、長石: 65%
- 石灰石: 11%
- シリカ: 11%
- 酸化亜鉛: 9%
- 酸化スズ: 4%

が代表的な配合割合である。

### 釉薬として
クロム化合物に酸化スズを0.5%～1.5%添加した釉薬はピンク色を発し、クロムスズピンクと呼ばれている。鉛釉に0%～18%まで錫釉を添加し、加えて酸化亜鉛や酸化チタンを少量添加すると、繻子織やベラムの表面仕上げとして使用できる。それぞれの釉薬は酸化物の溶解度が互いに異なるので、950℃～1000℃の低温度で焼成する。彩釉に使用される酸化スズの分量は、それぞれ用いる顔料の発色団に基づく隠ぺい性や描きたい色彩の度合いに依存し、例えばより彩度の高い色を表現するにはパステル調の色合いで使用される乳化剤の量より少量の添加で済む。

### 書籍
- W.Jackson. (1904). A Text-Book On Ceramic Calculations. London: Longhmans, Green And Co. LCCN 05-5980
- C.J.Noke.; H.J.Plant. (1924). Pottery. London: Sir Isaac Pitman & Sons, Ltd
- E.Bourry. (1926). A Treatise On Ceramic Industries (Fourth ed.). London: Scott, Greenwood & Son
- A.B.Searle. (1935). The Glazer’s Book (2nd ed.). London: The Technical Press Limited. ISBN 9780598670717
- C.W.Parmelee. (1948). Ceramic Glazes. Chicago: Industrial Publications, Inc. OCLC 1123550585
- Lane, Arthur. (1948). French Faïence. Faber & Faber. ASIN B000P9TYW6
- E.Rosenthal. (1949). Pottery And Ceramics. Harmondsworth: Pelican Books. ASIN B001IQCM1K
- Savage, George. (1959). Pottery Through the Ages. Penguin. ASIN B0000CK8D8
- F.Singer.; W.L.German. (1960). Ceramic Glazes. London: Borax Consolidated Limited
- P.Rado. (1968). An Introduction To The Technology Of Pottery. Oxford: The Institute Of Ceramics. ISBN 9780080064581
- C.W.Parmelee.; C.G.Harman. (1973). Ceramic Glazes (Third ed.). Boston, Massachusetts: Cahners Books. ISBN 978-0843606096. OCLC 1089553240
- K.Shaw. (1973). Science For Craft Potters And Enamellers.. Wellington: A.H.& A.W.Reed.. ISBN 978-0877491590
- Caiger-Smith, Alan (1973). Tin-Glaze Pottery in Europe and the Islamic World: The Tradition of 1000 Years in Maiolica, Faience and Delftware. London: Faber and Faber. ISBN 0-571-09349-3
- Piccolpasso, Cipriano (1980). The Three Books of the Potter's Art. Scolar Press. ISBN 978-0859674522
- Caiger-Smith, Alan (1985). Lustre Pottery: Technique, Tradition and Innovation in Islam and the Western World. London: Faber and Faber. ISBN 0-571-13507-2. OCLC 11623936
- J.R.Taylor.; A.C.Bull. (1986). Ceramics Glaze Technology. Oxford: The Institute Of Ceramics & Pergamon Press. ISBN 978-0080334653. OCLC 12949916
- McNab, Jessie. (1987). google books Seventeenth-Century French Ceramic Art. Metropolitan Museum of Art. ISBN 9780870994906. OCLC 893699017
- Harris, David (1993). Guide To Looking At Italian Ceramics. J. Paul Getty Museum in association with British Museum Press
- Canby, S. R. (1997). I. Freestone, D. Gaimster.. ed. London: British Museum Press. ISBN 978-0714117829. OCLC 37960741
- D.Fortuna. (2000). Sanitaryware. Florence: Gruppo Editoriale Faenza Editrice s.p.a. ISBN 978-8881380985
- Coutts, Howard (2001) (英語). google books The Art of Ceramics: European Ceramic Design, 1500–1830. Yale University Press. doi:10.5860/choice.40-2574. ISBN 9780300083873
- Varella, Evangelia A. (2012). google books Conservation Science for the Cultural Heritage: Applications of Instrumental Analysis. 79 (1 ed.). Springer Science & Business Media. p. 334. doi:10.1007/978-3-642-30985-4. ISBN 9783642309854. ISSN 0342-4901

### 論文

#### 学術
- Allan, J. (1973). “Abu'l-Qasim's treatise on ceramics”. Iran (Taylor & Francis, Ltd.):  111-120. doi:10.2307/4300488. JSTOR 4300488.
- D.B.Binns. (1973). “Conducting Glazes Part 2 : The Use of Valency Controlled Semiconducting Oxides and the Development of Tin Oxide Glazes”. British Ceramic Research Association:  RP652.
- Tite, M. S. (1991). “Technological investigations of Italian Renaissance ceramics”. In T. Wilson. Italian Renaissance pottery: papers written in association with a colloqium at the British Museum. London: British Museum Publications. ISBN 9780714105536.
- Klei/Glas/Keram (Netherland) 13 (4):  103-106. (1992).
- 佐々木達夫「1911-1913年発掘のサマラ出土陶磁器分類」『金沢大学考古学紀要』第22巻、1995年、75-165頁、doi:10.24484/sitereports.118445-45807。
- Ravaglioli, A.; A. Keajewski, M. S. Tite, R. R. Burn, P. A. Simpson, G. C. Bojani. (1996). “A physico-chemical study on some glazes coming from Romagna's and Neaples's Moiolica”. Fraenza 82:  18-29.
- Mason, R. B.; M. S. Tite. (1997). “The beginnings of tin-opacification of pottery glazes”. Archaeometry 39 (1).
- Tite, M. S.; I. Freestone, R. B. Manson. (1998). “Lead glazes in antiquity - methods of production and reasons for use”. archaeometry 40 (2):  241-260. doi:10.1111/j.1475-4754.1998.tb00836.x. ISSN 1475-4754.
- Molera, J.; T. Pradell, N. Salvadó, M. Vendrell-Saz. (1999). “Evidence of Tin Oxide Recrystallization in Opacified Lead Glazes”. Journal of American Ceramic Society 82 (10):  2871-2875. doi:10.1111/j.1151-2916.1999.tb02170.x.
- Vendrell, M.; J. Molera, M. S. Tite. (2000). “Optical properties of tin-opacified glazes”. Archaeometry 42 (2):  325-340. doi:10.1111/j.1475-4754.2000.tb00885.x.
- Molera, J.; M. Vendrell-Saz, J. Pérez-Arantegui. (2001). “Chemical and textural characterization of tin glazes in Islamic ceramics from eastern Spain”. Journal of Archaeological Science 28 (3):  331-340. doi:10.1006/jasc.2000.0606. ISSN 0305-4403.
- al-Saad, Z. (2002). “Chemical composition and manufacturing technology of a collection of various types of Islamic glazes excavated from Jordan”. Journal of Archaeological Science 29 (8):  803-810. doi:10.1006/jasc.2000.0576. ISSN 0305-4403.
- 佐々木達夫、佐々木花江「アッバース朝白濁釉陶器に与えた中国白磁碗の影響」『金沢大学考古学紀要』第26巻、2002年、64-75頁、NCID AN10407034。
- Borgia, I.; B. Brunettu, A. Sgamellontti, F. Shokouhi, P. Oliaiy, J. Rahighi, M. Lamehi-rachti, M. Mellini, and C. Viti. (2004). “Characterisation of decorations on Iranian (10th–13th century) lustreware”. Applied Physics A 79 (2):  257-261. Bibcode: 2004ApPhA..79..257B. doi:10.1007/s00339-004-2519-z.
- Tite, M. S.; T. Pradell, A. Shortland. (2008). “Discovery, production and use of tin-based opacifiers in glasses, enamels and glazes from the late Iron Age onwards: a reassessment”. Journal of Archaeological Science 50 (1):  67-84. doi:10.1111/j.1475-4754.2007.00339.x.
- 野上建紀「アーフォントステル号発見の有田産アルバレロ形壷」『金大考古』第60巻、金沢大学文学部考古学研究室、2008年、19-23頁、NCID AN10180493。

#### 学位
- 権代紘志『可搬型Ｘ線分析装置を用いたイスラーム陶器の釉薬に関する考古化学的研究』（博士（理学）論文・総合化学研究科総合化学専攻）東京理科大学大学院、2014年。doi:10.20604/00000021。学位授与番号: 乙第1032号。
- 村上夏希『イスラーム陶器の材質技法に関する保存科学的研究 : エジプト・アル=フスタート遺跡出土陶器片を事例に』（博士（文化財）論文・美術研究科専攻）東京芸術大学、2017年。 NAID 500001420699。学位授与番号: 甲第845号。

### 会議レポート
- Kleimann, B. (1986). J. S. Olin, M. J. Blackman. (ed.). History and development of early Islamic pottery glazes. In Proceedings of the 24th international archaeometry symposium. Washington DC: Smithsonian Institution Press. pp. 73–84.

### ウェブサイト
- Moon, Iris (2016年). “online French Faience”. Heilbrunn Timeline of Art History.  New York:  The Metropolitan Museum of Art. 2022年8月6日閲覧。
- “炎が作り出す輝き グラン・フー エナメル Grand Feu”.   Gressive eye (2018年5月). 2022年7月2日閲覧。
- “Koninklijke Tichelaar B.V. - home”.   Koninklijke Tichelaar B.V.. 2022年8月7日閲覧。
- “Potters Connection Underglaze Colours”.   The Potters Connection Ltd. 2022年8月7日閲覧。

## 参考図書
- Carnegy, Daphne (1993). Tin-glazed Earthenware（錫釉陶器）. A&C Black/Chilton Book Company. ISBN 0-7136-3718-8. OCLC 827924041